# یورگ لوکس
یورگ لوکس (انگلیسی: Jürg Luchs؛ زادهٔ ۲۹ سپتامبر ۱۹۵۶) دوچرخه‌سوار اهل سوئیس است.